# Thorrington
Thorrington is een civil parish in het bestuurlijke gebied Tendring, in het Engelse graafschap Essex. In 2001 telde het dorp 1063 inwoners.